# Dave Maggard
David Lee „Dave” Maggard (ur. 12 stycznia 1940 w Hominy w stanie Oklahoma) – amerykański lekkoatleta, specjalizujący się w pchnięciu kulą olimpijczyk z 1968 z Meksyku, dyrektor sportowy uniwersytetu.

## Życiorys
Zajął 5. miejsce w pchnięciu kulą na igrzyskach olimpijskich w 1968 w Meksyku.
Ukończył studia na Uniwersytecie Kalifornijskim w Berkeley. Później pracował tam jako dyrektor sportowy, a następnie pełnił tę funkcję na Uniwersytecie Miami i Uniwersytecie w Houston. W 1996 został odznaczony Srebrnym Orderem Olimpijskim.
Jego syn Dave Maggard Junior był dyskobolem.
Rekord życiowy:
- pchnięcie kulą – 20,53 m (Echo Summit, 10 września 1968)